# William Gisborne
William Gisborne (13 août 1825 - 7 janvier 1898) était secrétaire général de la colonisation de la Nouvelle-Zélande de 1869 à 1872 et ministre des affaires publiques de 1870 à 1871. La ville de Gisborne porte son nom.

## Source
- (en) New Zealand Dictionary of Bibliography